# Hecke

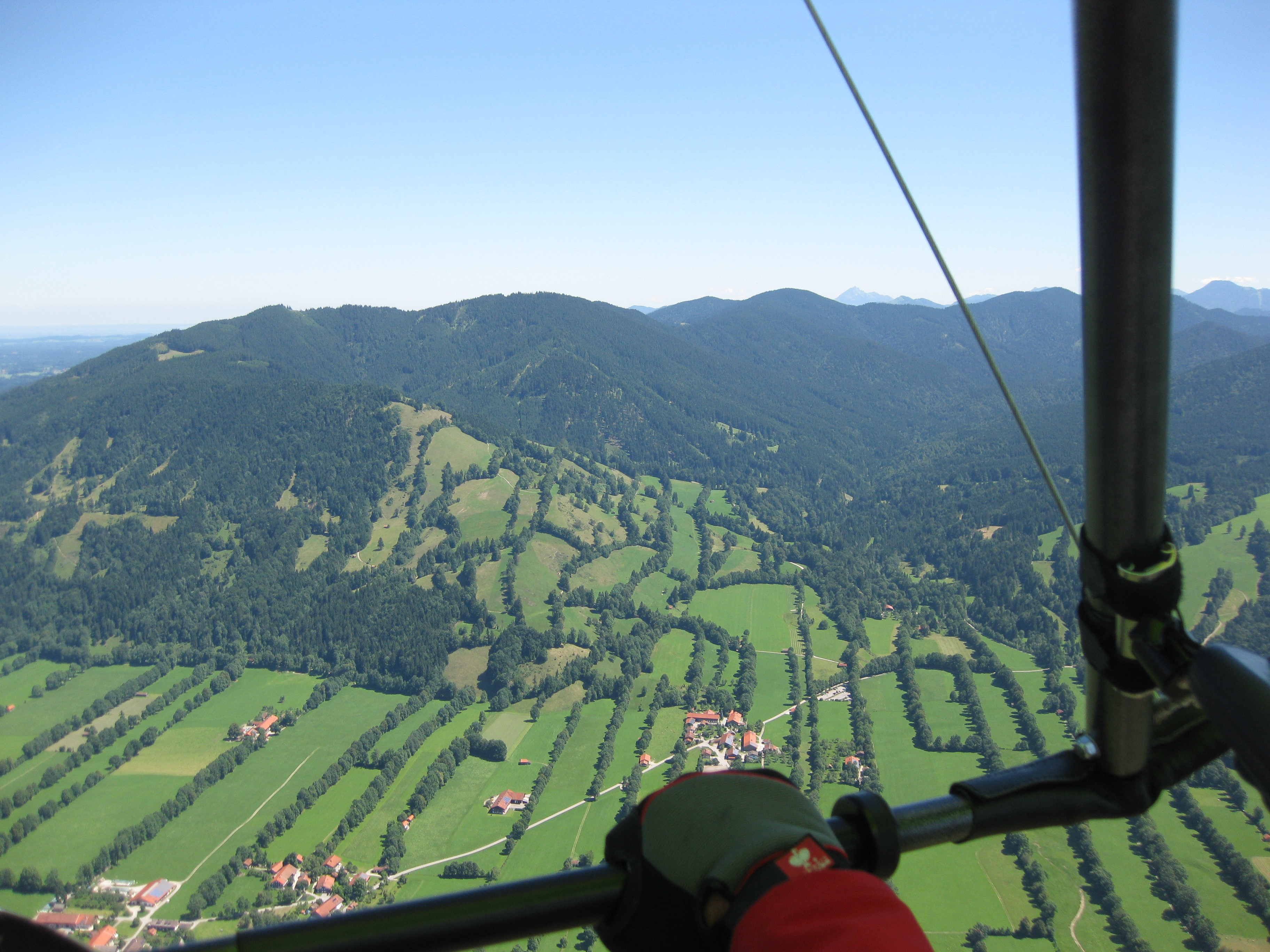
Heckenlandschaft im Isarwinkel

Eine Hecke (von althochdeutsch: hegga = hegen, einhegen, umzäunen, ae. hecg, engl. hedge, frz. haie, nndl. heg, all diesen Begriffen ist derselbe Wortstamm „hag“ zu eigen) ist ein linienförmiger Aufwuchs (ein- oder mehrreihig) dicht stehender verzweigter Sträucher. Die Silbe heck bedeutet beschützen, behüten, Hecke und beschreibt die Abgrenzung eines Ortes im Allgemeinen oder durch eine Heckenumpflanzung im Speziellen. Ortsbezeichnungen mit hagen oder ha(a)g im Namen sind häufig.

## Geschichte und Nutzung

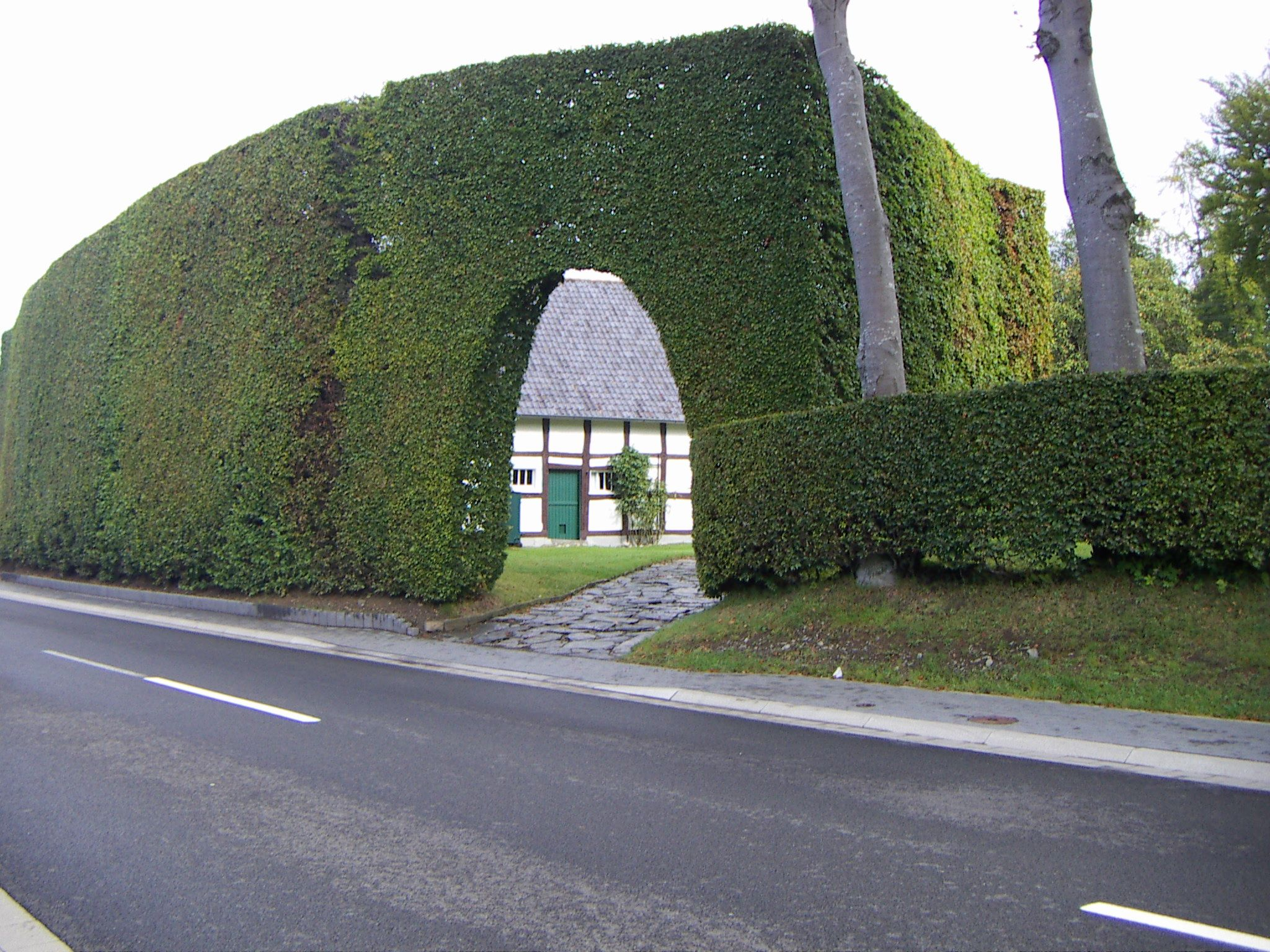
Haushohe Rotbuchenhecke als Wetterschutz in den Höhenlagen der Eifel bei Monschau

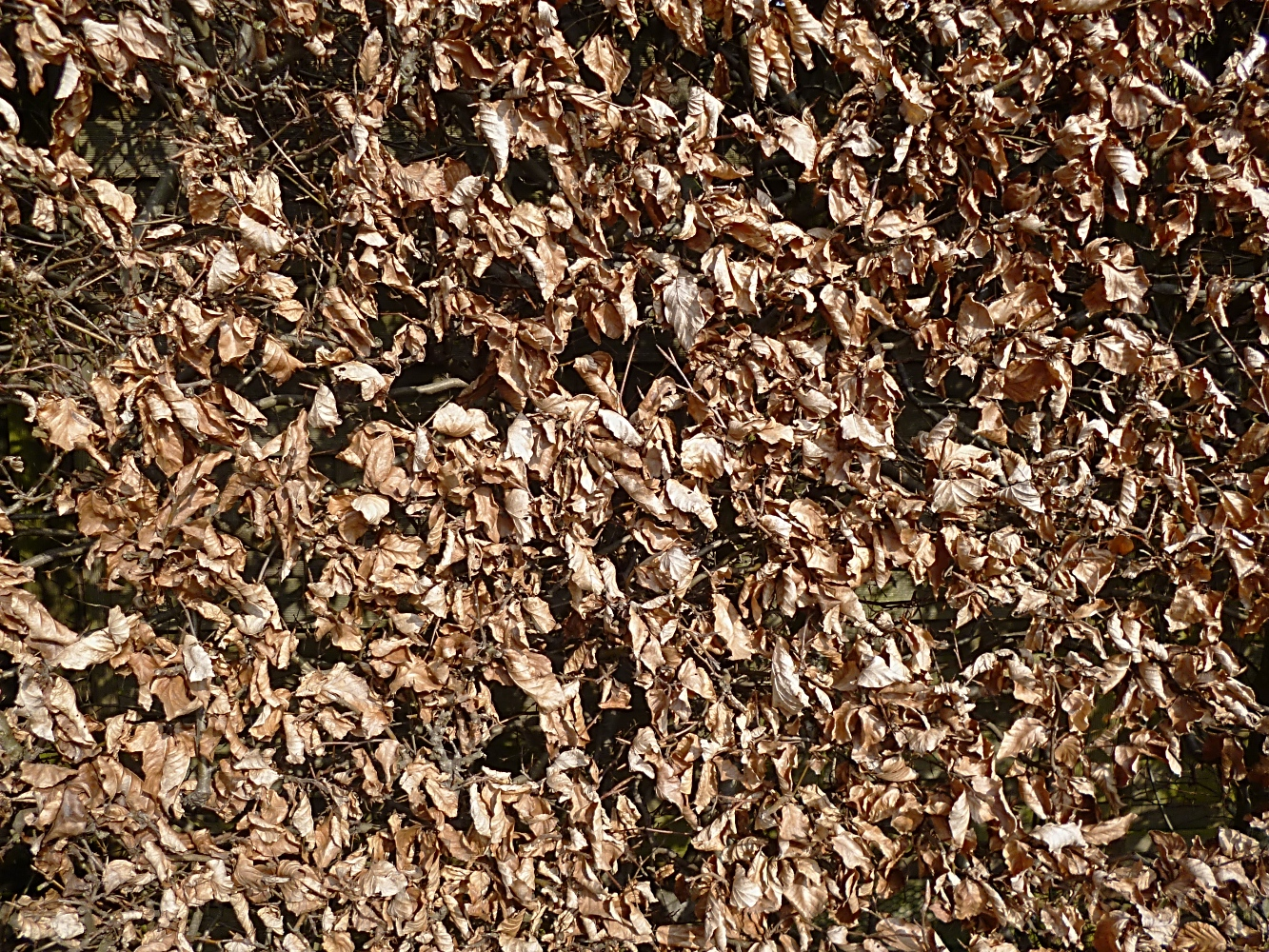
Den ganzen Winter über verlieren Rotbuchenhecken nicht ihr Vorjahreslaub und sind so ein Wetterschutz

Bereits im Jahr 57 v. Chr. beschwerte sich der römische Feldherr Cäsar bei seinem Feldzug durch Gallien über die von dem Volksstamm der Nervier angelegten Hecken. In seinem Bericht De bello Gallico heißt es: „Um die Reiterei ihrer Nachbarn umso leichter abzuwehren, wenn sie auf Beutezügen zu ihnen kommen, sägen sie junge Bäume an und bewirken durch die vielen in die Breite nachwachsenden Äste, auch mit zwischengepflanztem Brombeer- und Dorngesträuch, dass diese Befestigungen mit der Wirkung von Mauern bilden, durch die man nicht nur nicht durchkommen, sondern nicht einmal durchschauen konnte. Weil der Marsch unseres Heeres durch diese Befestigungen aufgehalten wurde, glaubten die Nervier, an ihrem Plan festhalten zu sollen.“
Hecken, insbesondere Wallhecken, verdanken ihre Existenz oft früherer bäuerlicher Tätigkeit. Im Mittelalter wurden Hecken beispielsweise als Umzäunung des Ackerlands innerhalb der Dreifelderwirtschaft genutzt. Hecken wurden zur Futtergewinnung geschneitelt oder wurden niederwaldartig bewirtschaftet. Wenn die Baumarten der Hecke es erlaubten, wurden Hecken auch zur Gewinnung von Gerberlohe genutzt.
Die typische Kastenform der barocken Gartenhecken erinnert an die Form bäuerlichen Wirtschaftens. Auch die Begriffe Laube und Laubengang entspringen der Bewirtschaftung der Blätter liefernden Hecken und Bäume. Diese Bewirtschaftungsweise lässt sich bis an den Übergang von der Jäger- und Sammlerkultur zur Landwirtschaft verfolgen. Dabei lieferte das „Laubgras“ die Nahrung für das Vieh im Winter oder wenn die Sommerhitze (vor allem im mediterranen und nahöstlichen Kulturraum) das Gras verdorren ließ. Reste dieser bäuerlichen Kultivierungen lassen sich an verwachsenen Schneitelbäumen, die wie Kopfweiden aussehen, finden. In Teilen Rumäniens oder dem Südosten der Türkei wird Schneitelwirtschaft bis heute betrieben.
In manchen Gegenden, vorwiegend im Westen Deutschlands, werden daher im Volksmund teilweise auch Niederwälder als Hecken bezeichnet. In historischen Schriftstücken stößt man ebenfalls auf Ausdrücke wie Lohhecken (vgl. Lohwald), Rodhecken, Kohlhecken und Backes-Heck. Im Raum Birkenfeld (Hunsrück) wurden Niederwälder bewirtschaftende Forstbetriebe „Heckengesellschaften“ genannt. In den nordsaarländischen Dörfern Theley und Eiweiler wird auch heute noch Niederwald von Gehöferschaften bewirtschaftet als Hecke bezeichnet.
Zum Ende des Hochmittelalters und in der Neuzeit hatten Hecken wahrscheinlich ihre längste Ausdehnung.  Die Markenteilung in der zweiten Hälfte des 18. Jahrhunderts brachte weite Teile des Agrarlandes in Privatbesitz. Angelegt an Parzellengrenzen legte die Hecke diese Besitzverhältnisse klar, diente als Umzäunung für Vieh und als Schutz vor menschlichen wie tierischen Eindringlingen. An den Grenzen der Parzellen wurden häufig Feldsteine und Baumschnitt aufgeschichtet, aus denen Lesesteinriegel und Totholzwälle entstanden, die Bestandteile einer Wallhecke sind.
Um ihre Funktionen dauerhaft ausfüllen zu können, bedürfen Hecken heute regelmäßiger Pflege, da typische Nutzungen wie das Schneiteln und die Loh- und Brennholzgewinnung ausbleiben. Das Schnittholz diente als Brennholz und war während Holzmangelzeiten sehr begehrt. So war die Pflege durch Schnitt oder Hieb gewährleistet, und der Aufwuchs von Gehölzen, die ein gutes Ausschlagvermögen besitzen, wurde gefördert. Das Neuaufsetzen der Wälle, aber auch des regelmäßigen Schnittes, des „Auf-den-Stock-Setzens“ muss erfolgen, damit die Hecke nicht zu einer Baumreihe wird.

Dabei werden dornige Sträucher wie etwa Weißdorne für solche Grenzhecken bevorzugt, während ausgesprochene Weichholzarten, beispielsweise Holunder, in der Hecke bekämpft werden, weil sie kurzlebiger sind und zu Lücken in der Hecke führen können.
Die Niederhecke hat auch eine sehr lange Tradition als Gestaltungselement in Gärten. In Einfamilienhaussiedlungen übernimmt diese Form die Funktion des Zaunes.
Hecken können auch als Grundgerüst eine Rankhilfe, Rankgitter oder Zaun haben, z. B. Efeu- oder Rosenhecken.

## Heckentypen

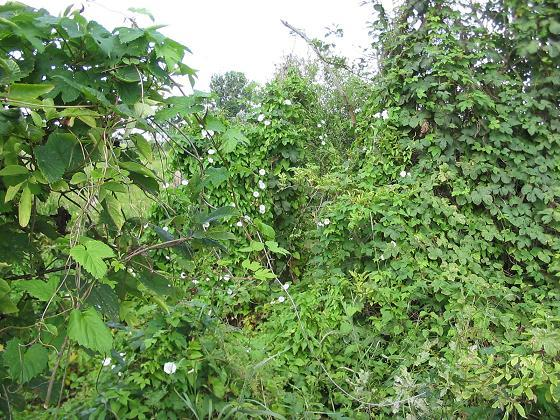
Hecke aus Bäumen und Sträuchern wie…

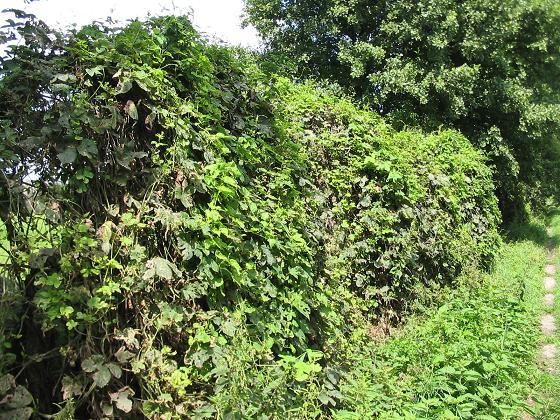
…Eiche, Erle, Frühe Traubenkirsche, Holunder, Weide, Schneeball

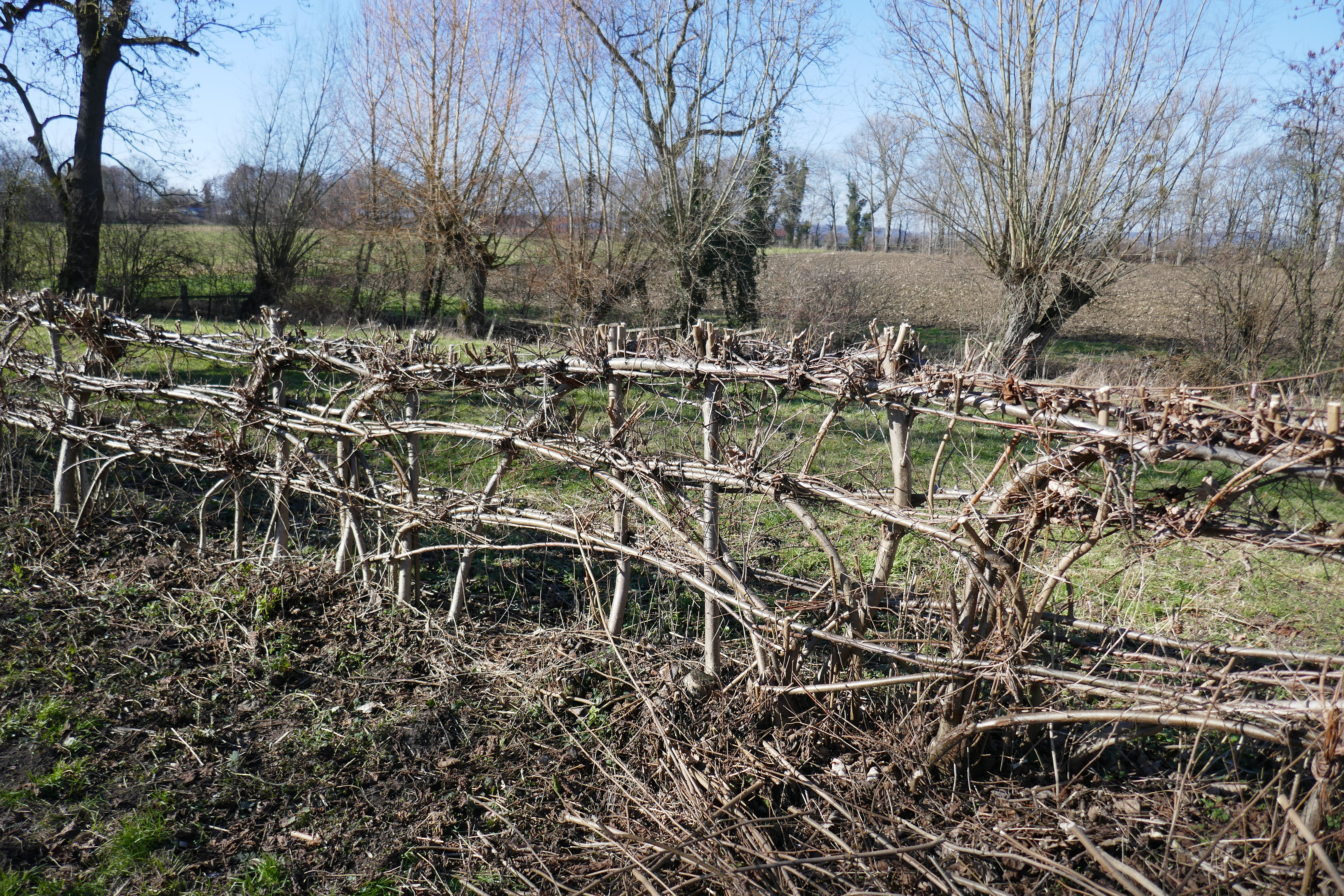
Die „Nieheimer Flechthecke“ gilt als immaterielles Kulturerbe

Naturnahe Hecken werden aufgrund ihrer Struktur in drei verschiedene Heckentypen differenziert: Niederhecken, Hochhecken und Baumhecken. Niederhecken setzen sich vorwiegend aus niedrigen Sträuchern zusammen, die etwa eine Höhe von zwei bis drei Metern erreichen. Hochhecken bestehen aus im Zentrum stehenden, bis fünf Meter hohen Büschen, die beiderseits von niedrigen Sträuchern eingerahmt werden. Baumhecken sind neben den genannten Schichten der Nieder- und Hochhecke durch die Beimischung einzelner, meist im Zentrum stehender Bäume gekennzeichnet. Baumhecken entstanden entweder durch ausbleibende anthropogene Eingriffe, die das Durchwachsen von Bäumen in der Hecke ermöglichte oder sie wurden bewusst auf diese Form angelegt. Dies geschah beispielsweise, um Weidevieh Schutz vor den Witterungseinflüssen unter Baumkronen zu ermöglichen.
Daneben existieren eine Reihe weiterer Kategorisierungen. So werden beispielsweise Hecken nach ihrer Entstehungsgeschichte auch in Grünlandhecken und Gäulandhecken unterteilt. Grünlandhecken sind typisch für Norddeutschland und verdanken ihre Entstehung der gezielten Anpflanzung durch den Menschen. Sie sollten das wertvolle Ackerland vor Verbiss und Vertritt durch das Vieh schützen. Solche Grünlandhecken finden sich beispielsweise im Münsterland und Oldenburg, wo auf diese Weise die intensiv genutzte Eschflur geschützt wurde.
Gäulandhecken sind dagegen typisch für Süddeutschland. Gäulandhecken sind spontan aufkommende Gehölze, die sich entlang von Stufen- und Wegrainen, Lesesteinhaufen und -riegel bildeten. Anders als die Grünlandhecken in Norddeutschland stehen diese Hecken einzeln; die Hecken sind nicht miteinander verbunden, weil sie nur dort entstehen konnten, wo Menschen den Aufwand scheuten, aufkommende Gehölze zu beseitigen.
Flechthecken, die im Kreis Höxter im Raum Nieheim vorkommen („Nieheimer Flechthecken“), sind seit 2018 immaterielles Kulturerbe der UNESCO.
Windschutzstreifen werden auch speziell angepflanzte Hecken zur Verminderung von Winderosion genannt. Es sind meistens mehrreihige Baum- und Strauchhecken, die halbdurchlässig gestaltet werden. Die schwache Durchströmung der Hecke verhindert eine Wirbelbildung auf der Leeseite. So wird eine Windschutzwirkung bis zur 10-fachen Heckenhöhe erreicht (Schlüter 1986, Hacker u. Johannsen 2012). Wegen günstiger Wirkungen auch auf die Bodenfeuchte werden sie auch Klimahecken genannt.
Als weiterer Heckentyp kommen die naturfernen Zierhecken hinzu.

## Ökologischer Wert

### Die Hecke als Linienbiotop
In einer Heckenzeile treffen zwei gegensätzlich strukturierte Lebensräume aufeinander, vergleichbar mit einem Waldrand. Hier begegnen sich Pflanzen und Tiere aus grundverschiedenen Ökosystemen.
Hecken zählen zu den so genannten Linienbiotopen. Sie tragen insbesondere in stark ausgeräumten Landschaften mit geringem oder fehlendem Wald- und Grünlandanteil zur Biodiversität und Vernetzung von Biotopen bei.
Die Hecke selbst bietet auf kleinstem Raum sehr unterschiedliche Standortfaktoren, von feucht-schattig bis sonnig. In der agrarisch genutzten Landschaft sorgt sie für weitere Strukturen. Durch ihre Linienform dient sie manchen Vögeln und vielen Fledermäusen als „Leitlinie“ (vergleiche auch Vogelzug). Für Reptilien und Amphibien ist sie gute Möglichkeit, ihre Wanderungen zu überleben. Die maximale Artenvielfalt, vor allem von Vögeln, wird auf Kosten möglicher Offenlandarten bei einem seitlichen Abstand von 200 bis 150 Metern erreicht; dabei sind wenige größere Hecken wirkungsvoller als viele kleinere. Die kritische Verbunddistanz für eine Wiederbesiedelung variiert zwischen fünf und zehn Kilometern. Idealerweise sollte die Unterbrechung einer Hecke in der Linie so kurz wie möglich sein, die Ultraschallortung der Fledermäuse reicht zum Beispiel nur von 25 bis 200 Metern.

### Der Aufbau einer ökologisch wertvollen Hecke

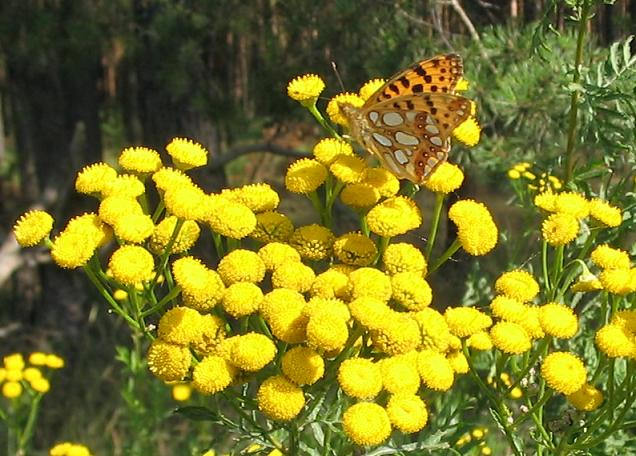
Lebensraum Saumzone: Rainfarn und Kleiner Perlmuttfalter

Optimalerweise sollte die Breite einer Hecke fünf Meter als Gehölzstreifen mit einem beidseitig etwa fünf Meter breiten vorgelagerten Stauden- und Wildkrautsaum, der so genannte Saumzone betragen. Der Gehölzaufwuchs setzt sich im Idealfall aus höheren Gehölzen in der Kernzone (Bäume als „Überhälter“) und kleineren Gehölzen in der Mantelzone zusammen (austriebsfähige Gehölze). Die Hecke gliedert sich dann entsprechend in:
Saumzone – Mantelzone – Kernzone – Mantelzone – Saumzone
Die sich daraus ergebende Gesamtbreite lässt sich in der Realität selten verwirklichen.
Die Artenzusammensetzung der Gehölze variiert je nach Region; besonders häufig sind zum Beispiel Weißdorn, Hainbuche, Weidengewächse, Schlehe, Holunder und Stieleiche (siehe auch Standort (Ökologie), potenzielle natürliche Vegetation). Im Übergang zum Staudensaum sind Wildrosen wie die Hunds-Rose oder die Brombeere häufig. In der Saumzone dagegen finden sich viele Arten, die auch an einer Waldrandzone zu finden sind: Maiglöckchen, Aronstab, Lerchensporn und Buschwindröschen.
Naturnahe Zierhecken aus heimischen Sträuchern, vor allem aus Schlehe, Weißdorn und Hunds-Rose, bieten einer artenreichen Tierwelt Lebensraum. Neben den bereits erwähnten buschbrütenden Vogelarten können sich unter bestimmten Bedingungen auch seltenere Arten wie Neuntöter (Lanius collurio), einstellen, vorausgesetzt, dass die Hecken und das Umland den hohen Biotopansprüchen dieser Art gerecht werden.
Floren- und standortfremde Ziergehölze sind für die heimische Fauna nur von untergeordneter Bedeutung. So sind sogar einige dieser Gehölze für die einheimischen Insekten überhaupt nicht nutzbar, ganz im Gegensatz zu den heimischen und standortgerechten Arten. Naturferne Hecken, zum Beispiel solche, die überwiegend aus Nadelbäumen bestehen, können meist nur noch von euryöken Vogelarten, beispielsweise der Amsel (Turdus merula) als Nistplatz genutzt werden.
Niederhecken, die meist von Brombeere und vergleichbaren niederen Sträuchern dominiert werden, haben grundsätzlich ähnliche Funktionen wie naturnahe Hecken. Aufgrund ihrer jedoch meist nur sehr geringen, häufig nur saumartigen Flächenausdehnung stehen sie in ihrer ökologischen Bedeutung anderen Heckenarten etwas nach.

### Bedeutung von Hecken für die Tierwelt
Grenzlinien-Effekt
Eine hohe faunistische Artenvielfalt wird in naturnahen Hecken erreicht. Dies wird durch den so genannten Edge-Effekt verursacht, der die Übergangszone zwischen zwei verschiedenen Biotoptypen darstellt („Grenzlinien-Effekt“). Da dieser Übergangsbereich von den Tieren beider Biotoptypen genutzt wird, ergibt sich hieraus der außergewöhnliche Artenreichtum. Eine vielschichtig aufgebaute Hecke bietet Lebensraum für eine große Zahl von Tieren, so wurden in Hainbuchenknicks in Schleswig-Holstein rund 1500, in Feldhecken in Süddeutschland etwa 900 Tierarten festgestellt.
Zusätzlich finden sich auch Tierarten, die nur hier leben (so genannte Saumarten). Naturnahe Hecken können hinsichtlich der Vogelwelt ähnliche Funktionen wie die Waldränder übernehmen, so dass es nicht verwunderlich ist, dass viele Vogelarten in beiden Gehölzstrukturen auftreten. Dies gilt insbesondere für die Buschbrüter unter den Vögeln wie diverse Grasmücken-Arten. Besonders südexponierte Hecken mit einem ausgedehnten Krautsaum beherbergen auch eine Vielzahl an Insektenarten. Hierbei sind vor allem Schmetterlinge und Heuschrecken zu nennen. Bei benachbarten, intensiv genutzten landwirtschaftlichen Flächen, vor allem Äckern, stellen solche Saumstrukturen wichtige Rückzugs- und Nahrungsbiotope für die Tierwelt dar.
Biotopverbund
Linienhafte, naturnahe Heckenstrukturen erfüllen neben der Lebensraumfunktion (zum Beispiel für Vögel, Amphibien, Reptilien) auch Funktionen des Biotopverbundes. So stellen solche Landschaftsbestandteile häufig Leitlinien, beispielsweise für Kleinsäuger und Insekten, dar, die bei Wanderung, Ausbreitung oder Nahrungssuche genutzt werden.
Im Biotopverbund beispielsweise mit Lesesteinhaufen, die wie in Brandenburg zunehmend unter Naturschutz gestellt werden, wird über den räumlichen Kontakt zu weiteren Arten die wertvolle ökologische Wirkung der Hecken noch verstärkt. Heliophile (sonnenliebende) Arten wie die wechselwarme Zauneidechse sonnen sich mit Vorliebe an der sonnenexponierten Seite von Lesestein- wie auch von Totholzhaufen. Letzteres gilt im verstärkten Maße für die Hecken-Varianten Knicks oder Wallhecken und Benjeshecken. Zur Artenvielfalt einer Hecke trägt es auch bei, wenn sich in Heckennähe Tümpel oder Kleingewässer befinden.
Tierwelt
Vom Totholz und dem Staudensaum beziehungsweise dem Wildkrautsaum einer Hecke profitieren vor allem Spinnen- und Insektenarten wie Wanzen, Blattkäfer, Rüsselkäfer, Schmetterlinge, Schwebfliegen, Wildbienen oder Bockkäfer. Vertreten sind insbesondere viele waldbewohnende Arten, bei den hier zu findenden Laufkäfern beispielsweise sind 94 Prozent aller Arten Waldbewohner.
Hecken sind außerdem ein wichtiger Lebensraum von Amphibien: Verrottendes Pflanzenmaterial wird zum Beispiel von Amphibien wie der Erdkröte zur Überwinterung genutzt. Einen wichtigen Lebensraum bieten Hecken auch Vögeln, die hier Brut- und Nistmöglichkeiten, Nahrung durch fruchttragende Sträucher und Schutz vor Witterung und Feinden wie Greifvögeln finden (Vogelschutzhecken). Sie nutzen je nach Art bevorzugt die Mantel- und Kernzone.
In landwirtschaftlich intensiv genutzten Gebieten haben Hecken auch eine sehr hohe Bedeutung für die Feldfauna, da diese Brut-, Nahrungs- und Rückzugsräume in Phasen der Flächenbewirtschaftung (Mahd, Ernte) und auch Überwinterungsbereiche (nach Abernten der Felder) dringend benötigt.
Zusätzlichen Lebensraum bieten Hecken auch den Säugetieren wie Rehwild, Feldhase, Rotfuchs,  Igel, Haselmaus und Fledermäusen. Sie halten sich vor allem in der Mantelzone und der Kernzone einer Hecke auf.
Komplementärer Lebensraum von Vögeln
Vögel sind die auffallendsten Vertreter der Heckenfauna. An ihrem Beispiel lassen sich die unterschiedlichen Lebensbereiche und Nutzungsformen einer Hecke aufzeigen:
- Brutvögel der Baumkronen und Büsche (Kernzone und Mantelzone einer Hecke)
  - Nutzung von Hecken als bevorzugtes Brutgebiet: Beutelmeise, Schwanzmeise, Klappergrasmücke, Dorngrasmücke, Mäusebussard, Turmfalke, Rotrückenwürger, Raubwürger, Wacholderdrossel, Bluthänfling, Elster, Rabenkrähe
  - Nutzung von Hecken als häufiges Brutgebiet: Grauschnäpper, Mönchsgrasmücke, Gelbspötter, Ringeltaube, Waldohreule, Amsel, Buchfink, Grünfink, Stieglitz, Girlitz
  - Gelegentlich in Hecken brütend: Heckenbraunelle, Singdrossel, Wespenbussard, Schwarzmilan, Rotmilan
- Brutvögel im Pflanzendickicht (Mantelzone und Saumzone):
  - Nutzung von Hecken als bevorzugtes Brutgebiet: Goldammer, Grauammer, Fasan, Rebhuhn
  - Nutzung von Hecken als häufiges Brutgebiet: Nachtigall, Feldschwirl, Sumpfrohrsänger, Rohrammer
  - Gelegentlich in Hecken brütend: Zaunkönige, Fitis, Zilpzalp, Rotkehlchen, Braunkehlchen

In alten Hochhecken mit „Überhältern“ (Großbäumen) sind als Brutvögel auch eine Reihe von Arten zu finden, die nicht an Heckenbiotope gebunden sind. Das sind beispielsweise Steinkauz, Wiedehopf und Wendehals. Ferner brüten unter anderem Buntspecht, Trauerschnäpper, Sumpfmeise und Kleiber in solchen Hecken.
Nicht als Brut-, sondern als Nahrungsareal werden Hecken unter anderem von Erlenzeisig, Birkenzeisig, Gimpel, Kernbeißer, Eichelhäher sowie im Winter vom Seidenschwanz, Gimpel und Blaukehlchen genutzt.

### Einfluss von Hecken auf die Landschaft

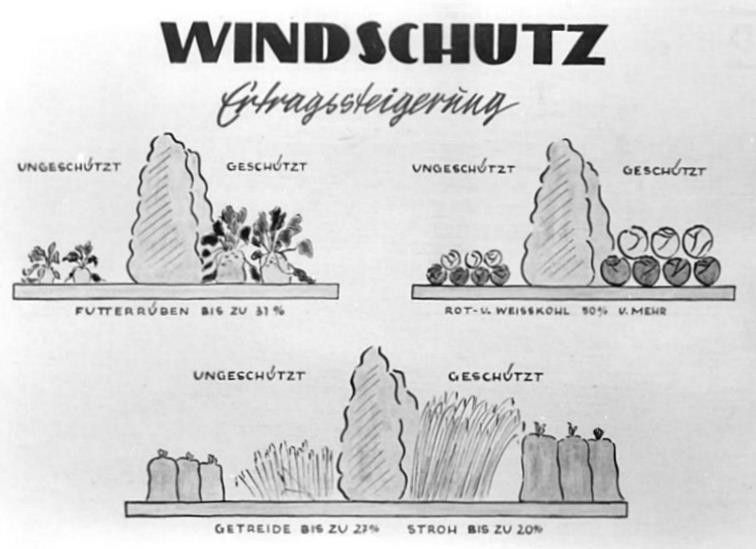
Einfluss von Windschutzhecken auf die Erträge in der Landwirtschaft

Hecken üben eine stabilisierende Wirkung auf die sie umgebende Agrarlandschaft aus, bilden Sicht- und bedingten Schallschutz. Sie selbst unterscheiden sich deutlich von der Umgebung in den Faktoren Besonnung, Verdunstung, Temperatur, Bodenfeuchte, Luftfeuchte und Windexposition.
- Verringerung der Windgeschwindigkeit führt zu Verringerung der Winderosion in Ackerbaugebieten mit Sand- oder Lößböden (Bördegebieten). Kalte Böden feuchter Standorte wie Marschen und Moorböden (Torf) erwärmen sich im Frühjahr; andererseits kann es verstärkt zum Kaltluftstau an Neigungen kommen (im Obstbau nicht unproblematisch).
- Durch Windschutzhecken können Seitenwindeinflüsse auf Straßen und Wasserstraßen deutlich reduziert werden (Forschungsgesellschaft für das Straßenwesen 1996, Arens 1965). Sand- und Staubeinträge aus Äckern oder Bergbaugebieten auf Siedlungen und Verkehrswege werden reduziert.
- Bodenfestlegung ist Schutz vor Wassererosion und Bodenbewegung in Hügellandschaften, im Mittel- und Hochgebirge.
- Durch die Starkwindreduzierung der Heckensysteme wird eine gleichhohe Schneedecke erzielt, die im Frühjahr zu einer gleichmäßigen Bodenfeuchte führt. Schneeverwehungen und Barfröste werden reduziert (Kovalev 2003, Grabenko 2006). Andererseits verdunsten Gehölze mehr Wasser als krautige Vegetation, im Sommer werden Temperaturmaxima am Tage gesenkt, weil die Verdunstung von Wasser Energie (die sogenannte Verdampfungsenthalpie) erfordert. Gleichzeitig bewirkt die höhere Saugspannung der Gehölze eine Wasserverknappung für angrenzende Vegetation. Ackerfrüchte sind betroffen, wenn kein Saum vorhanden ist. Die Ausprägung eines trockenen Saumes ist begünstigt.
- Verbesserung der Bodenfruchtbarkeit: Durch den Laubfall und durch absterbende Stauden des Saumes kommt es im Herbst im Umfeld der Hecke zu einer Anreicherung der Böden mit Rohhumus. Das Verhältnis der beiden Elemente Kohlenstoff und Stickstoff wird zu Gunsten des ersteren verbessert und führt so zu einer verbesserten Stickstofffixierung. Landwirte befürchten aber oft auf Grünlandstandorten, der Laubfall im Herbst könnte Futtergräser unterdrücken und eine Veränderung der Pflanzengesellschaften zu mehr Kräutern begünstigen. Langfristig ergab sich auf den Knickböden, Standorten ehemaliger Hecken, eine höhere Bodenfruchtbarkeit als auf angrenzenden Ackerflächen.
- Schattenwurf führt zu einer Unterscheidung zwischen der sonnenexponierten und der Schattenseite. Auch geringere Erwärmung auf der Schattenseite wird häufig als negativ bewertet, da zum Beispiel Getreide dort langsamer reift als auf besonnten Flächen. Dieses Problem lässt sich beim naturnahen Landbau durch die Pflege des Wildkrautsaumes und durch die Anlage von Ackerrandstreifen vermeiden.
- Sicht- und Lärmschutz, Landschaftsbild: Rotwild, Damwild und Niederwild suchen in einer strukturarmen Agrarlandschaft verstärkt Deckung hinter Hecken. Dieser Sichtschutz wird auch von Menschen als positiv empfunden, zum Beispiel im Siedlungsraum und in „Pufferzonen“. Reichgegliederte Heckenlandschaften werden häufig mit positiven Werten wie „schön“, „idyllisch“ etc. beschrieben, als Ideal angesehen und gern für die Erholung genutzt. Mehrere hintereinander stehende Hecken an Verkehrsstraßen bieten auch einen gewissen Grad an Schallschutz. Demgegenüber ist kritisch zu sehen, dass Wild von Deckung zu Deckung huscht und daher häufig Opfer an Straßen wird, die mit Hecken eingegrünt sind.

## Die Pflege von Hecken

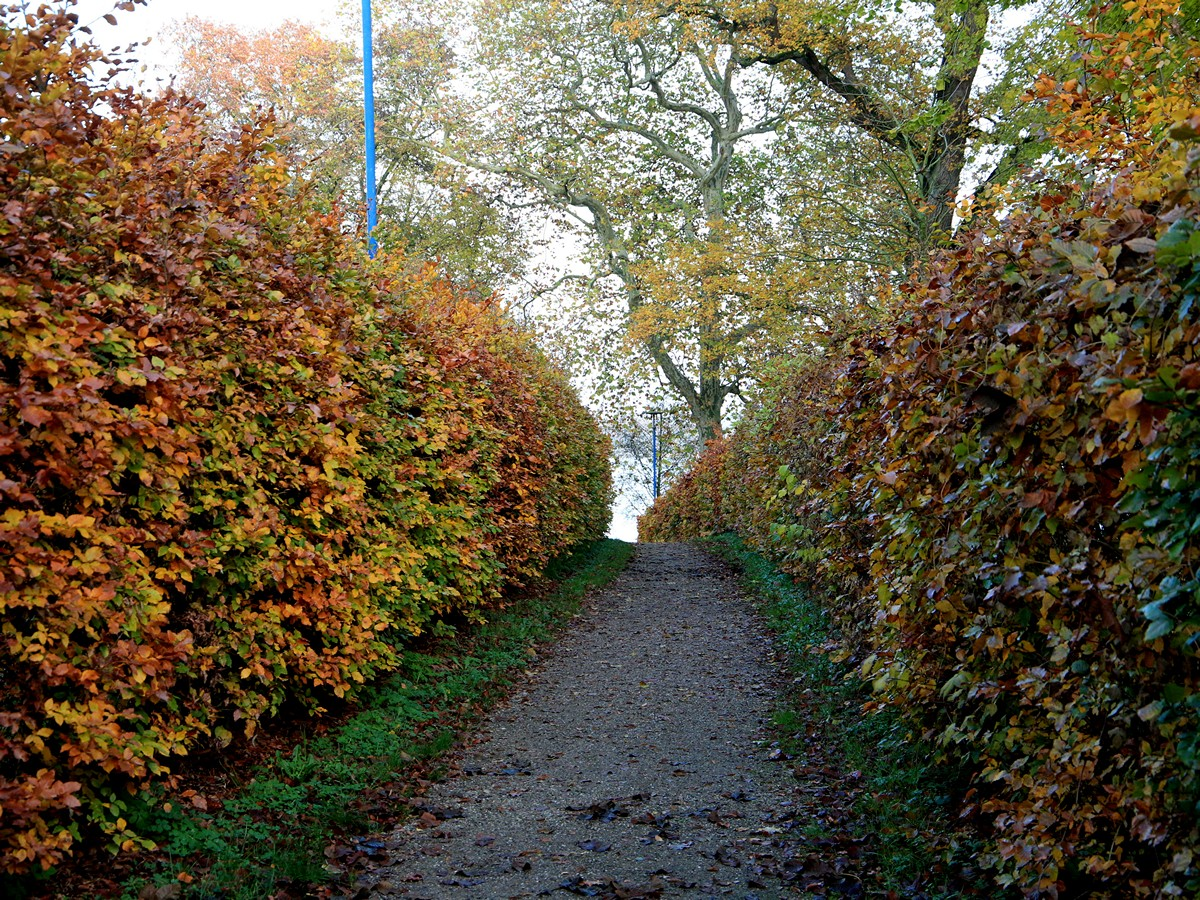
Heckenweg zur Lieps (See)

Hecken werden heute kaum noch zur Brennholzgewinnung genutzt. Damit entfallen meist die zur Verjüngung notwendigen Rückschnitte. Die Pflege von Hecken muss daher heute bewusst durchgeführt werden, da überalterte Hecken im Sinne des Biotopverbundes nur noch einer wesentlich geringeren Anzahl von Arten Heimat bieten. Bleibt die regelmäßige und fachgerechte Pflege der Hecke und insbesondere ihres Saumes aus, entwickelt sie sich zu einer Reihe von Großbäumen. Der artenreiche Saum verbuscht ohne Pflege; es wachsen größere Gehölze, die wegen angrenzender Nutzungen häufig entastet werden: Der Saum verschwindet.
Die Mahd des Krautsaumes am Heckenfuß im Sommer führt zur Vernichtung der besonders schutzwürdigen Vegetationsstruktur im Fußteil, zur Beseitigung der Blütenhorizonte und zur Austrocknung des Heckenbodens, daher sollten die Pflegemaßnahmen Mahd sowie Rückschnitt im Winter erfolgen. Totholzhaufen sind, soweit dies notwendig sein sollte, jedoch nur im Frühsommer (Mai bis Juni) zu bewegen, da die Amphibien sonst in ihrem Rückzugsraum und Winterquartier empfindlich gestört werden. Die Mahd kann je nach Ertragsfähigkeit (Bodenfruchtbarkeit) des Standortes im Abstand von zwölf bis 36 Monaten durchgeführt werden.
Zur Verjüngung müssen die Gehölze der Hecken abschnittsweise, je nach Gehölzart im Abstand von etwa 10 bis 20 Jahren, zurückgeschnitten („auf den Stock gesetzt“) werden. Die Abschnitte sollten eine Länge von 150 Metern oder die Hälfte der Gesamtlänge nicht überschreiten, damit typische Heckenbewohner das Biotop wiederbesiedeln können. Hinsichtlich der Biotopvernetzung ist es dabei günstiger, die Rückschnitte auf kürzere, nicht zusammenhängende Abschnitte des jeweils ältesten Teils der Hecke zu beschränken, statt einen Kahlschlag am Stück durchzuführen. Wenn Hecken über einen längeren Zeitraum nicht regelmäßig zurückgeschnitten werden, ist ein radikaler Schnitt erforderlich. Bei alten Hecken sollte man diese Prozedur auf mehrere Jahre verteilen, wobei mit der Heckenspitze begonnen wird; die Seiten werden in den nächsten Jahren reduziert.

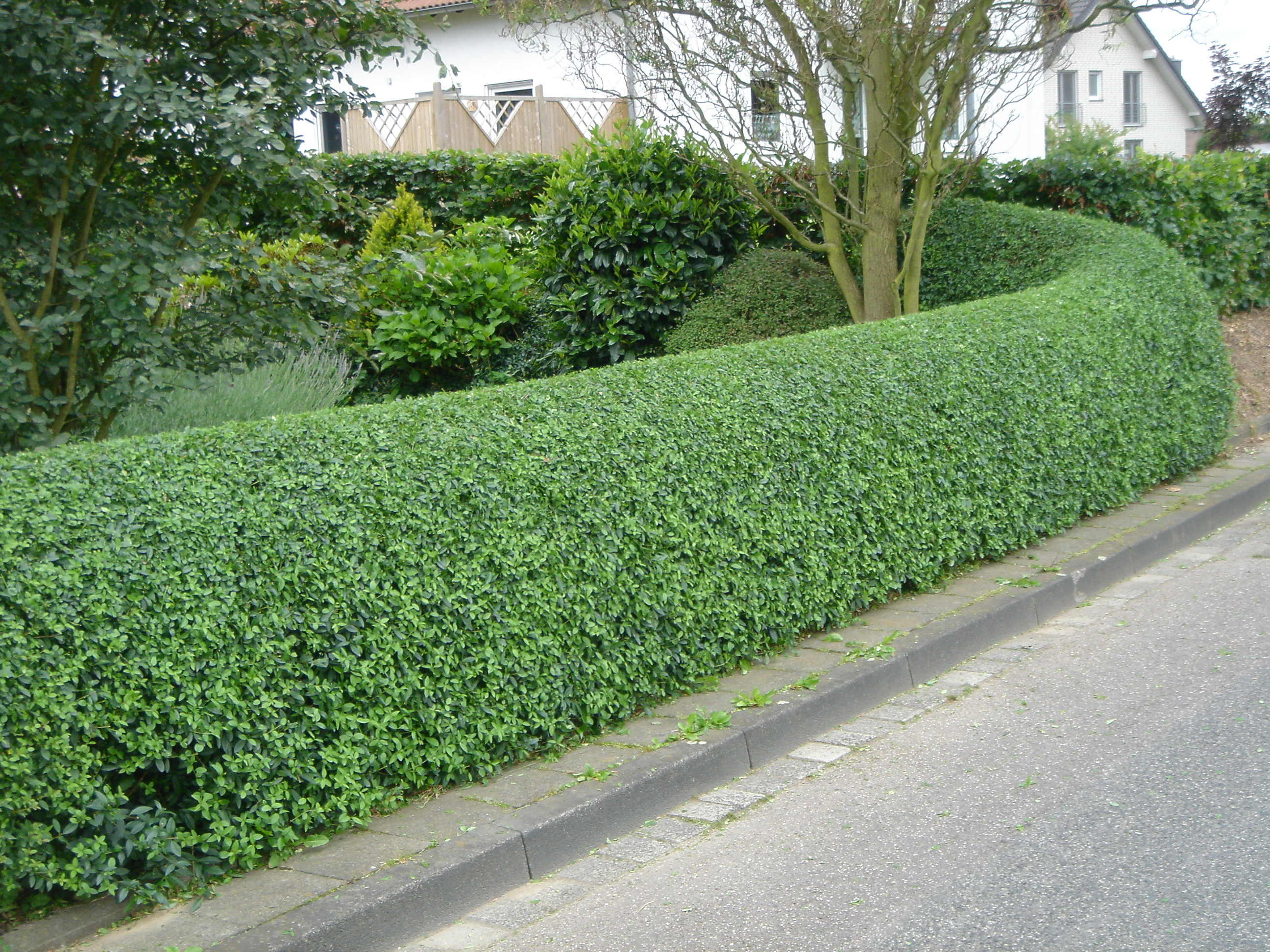
Ligusterhecke, eiförmiger (ovaler) Schnitt

Die Zeitintervalle zwischen den Pflegemaßnahmen an Gehölzen sind abhängig von der Gehölzart und von der Ausprägung der Hecke. Wird eine hohe Hecke mit Überhältern angestrebt, sind längere Zeitintervalle als bei Mittel- oder Niederhecken anzusetzen. Der Rückschnitt von stark austriebsfähigen Gehölzen wie Weidengewächsen, Rosen, Weißdorn und Holunder kann alle fünf bis zehn Jahre erfolgen; Weißdorn-, Hainbuchen- und Erlenbestände sollten seltener, nur etwa alle 10 bis 20 Jahre zurückgeschnitten werden. Sie vertragen aber auch einen häufigeren Rückschnitt, zum Beispiel bei Niederhecken im Garten. Eichen sollten je nach Wüchsigkeit des Standortes mindestens 20 Jahre ungehindert wachsen können. Es sollte auch Rücksicht auf absterbende und überalterte Bäume, vor allem Eiche und Rotbuche genommen werden. Sie können Überhälter und stehendes Totholz bilden und sollten daher teilweise erhalten bleiben.
In vielen Regionen ist es im Zeitraum vom 1. März bis zum 30. September verboten, Hecken, Wallhecken, Gebüsche sowie Röhricht- und Schilfbestände zu roden, abzuschneiden oder zu zerstören. In Deutschland regelt § 39 des Bundesnaturschutzgesetzes das Verbot. Es schützt wertvolle Wohnräume der Vögel. Viele heimische Vögel sind auf dichtes Gebüsch angewiesen, um ungestört nisten und brüten zu können. Beispiele für Spätbrüter sind Gimpel, Grünfink oder Hänfling.

## Neuanlage von Hecken
Bei der Neuanlage von Hecken entsteht ein erheblicher Planungs- und Abstimmungsaufwand bei der Flächenbereitstellung z. B. durch Grunderwerb oder Grunddienstbarkeit.
Wichtig ist bei Hecken mit Bäumen eine tiefgehende Bodenbearbeitung mit flächiger Bodenauflockerung bis unter die Pflugfurchen. Im Rahmen der Bodenbearbeitung können auch geeignete Begrünungshilfsstoffe, wie Kalk, Kompost und Dünger, eingearbeitet werden (DIN 18916, Bouillon 2013).

### Gehölzauswahl und rechtliche Rahmenbedingung

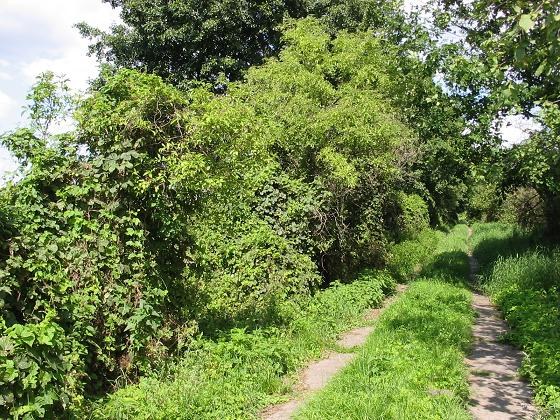
Hecke bei Stangenhagen, Brandenburg

Seit die Bedeutung von Hecken für den Artenschutz und Biotopvernetzung erkannt wurde, sind Hecken im Fokus des Naturschutzes. Für den Pflanzerfolg ist eine standortgerechte Gehölzartenauswahl erforderlich. Seit dem 2. März 2020 muss nach § 40 Bundesnaturschutzgesetz außerhalb von Ortschaften („in der freien Natur“) und abseits der land- und forstwirtschaftlichen Nutzung sogenanntes gebietseigenes Pflanzenmaterial verwendet werden. Der Ausbringende (beispielsweise ein Landwirt, der eine Windschutzhecke anlegt, oder ein Straßenbaumamt, das Straßenbegleitgrün pflanzt) darf bei der Pflanzung nur solche Pflanzen einsetzen, die ihre Herkunft auch im jeweiligen Gebiet haben und dort zudem schon seit mindestens 100 Jahren heimisch sind. Die Gebietsgrenzen wurden vom Bund definiert und von den Bundesländern teils weiter untergliedert. Z. B. wurden in Baden-Württemberg fünf Gebiete definiert. Ziel des Gesetzes ist, der sogenannten Florenverfälschung entgegenzuwirken. Eine solche Florenverfälschung kann sich nicht nur durch die Pflanzung gebietsfremder Arten, welche sich ungewünscht ausbreiten können, einstellen; Florenverfälschung ist auch auf Sub-Speziesebene möglich. Die genetische Ausstattung innerhalb einer (Gehölz-)Art unterscheidet sich je nach Herkunft bzw. Population. Das kann sich beispielsweise in einem um mehrere Wochen verschobenen Blühbeginn abbilden. Durch die Ausbringung von gebietsfremden Herkünften (z. B. von Haselnuss aus Thüringen, die im Saarland ausgebracht werden soll) werden solche genetischen Anpassungen nivelliert. Das kann sich nicht nur auf die betroffene Art negativ auswirken, sondern beispielsweise auch assoziierte Insektengemeinschaften negativ betreffen. Der Gesetzgeber sieht daher vor, dass die Bundesländer Erntebestände ausweisen. Aus diesen kann dann von Baumschulen „herkunftssicheres“ Vermehrungsgut (Samen) für die Vermehrung in Baumschulen und spätere Ausbringung gewonnen werden. Das spätere Pflanzgut darf dann nur in dem Gebiet ausgebracht werden, in dem auch dessen Erntebestände lagen (gesicherte genetische Herkunft). Für die Kontrolle des Vorgehens wurde ein Zertifizierungssystem etabliert. Der Ausbringende von Pflanzgut ist rechtlich auf der sicheren Seite, wenn ein entsprechendes Zertifikat die sichere Herkunft des Pflanzguts garantiert.
Naturschutzfachlich gibt es zum Vorgehen bei der Gehölzauswahl zwei unterschiedliche Standpunkte: Einerseits wird argumentiert, dass eine möglichst große Artenanzahl gepflanzt werden soll, damit möglichst viele anhängige Arten (z. B. blütenbesuchende Insekten) profitieren. Konträr dazu wird argumentiert, dass nicht die Anzahl der Arten, sondern viel mehr die Repräsentativität der Auswahl für den jeweiligen Naturraum das prioritär wertgebende Naturschutzkriterium bei der Auswahl sein sollte (die Pflanzung entspricht dann der natürlicherweise vorhandenen Ausstattung). Die Vertreter der letztgenannten Argumentation bevorzugen häufig auch eine natürliche Gehölzausbreitung gegenüber Pflanzungen. Beide Argumentationslinien teilen die Ansicht, dass die Gehölzwahl in jedem Fall standortgerecht sein muss. Z. B. sollen Arten saurer Standorte nicht auf basischen ausgebracht werden. In jedem Fall kommt den Ausbringenden von Pflanzgut aufgrund der weiterhin bestehenden Wahlmöglichkeiten eine entscheidende Rolle zu. Inwieweit die gesetzliche Regelung eine Aufwertung für den Artenschutz darstellen kann, ist daher kaum abzuschätzen. Diese Unsicherheit gilt auch vor dem Hintergrund, dass ursprünglich vorhandene genetische Unterschiede und Zusammensetzungen von Artengemeinschaften bereits über Jahrhunderte massiv durch den Menschen verändert wurden.
Eine Anpflanzung hochstämmiger Obstbäume und gebietstypischer Obststräucher eignet sich zur Verbesserung der Akzeptanz und der Naherholung.

### Pflege neu angelegter Hecken
Neu angelegte Hecken sollten zum Schutz vor Verbiss mit Wildschutzzäunen umgeben werden. Die Pflanzflächen sollten mit Rindenmulch zum Schutz vor krautigen Konkurrenzpflanzen abgedeckt werden. Konkurrierender Krautwuchs sollte gejätet werden. Bei Trockenheit müssen die Flächen gewässert werden (Thüringer Landesanstalt f. Landwirtschaft 2005).
Bei neu angelegten Hecken auf fruchtbaren Ackerböden kann eine Aushagerung des Bodens sinnvoll sein, um schnellwüchsige nährstoffliebende Arten zu unterdrücken und um einen wesentlich artenreicheren Bestand von selteneren Spezialisten zu fördern. Das Schnittgut der jährlichen Mahd und des Gehölzrückschnitts muss dabei über mehrere Jahre entfernt werden. Ansonsten sollte das Schnittgut fallweise am Ort bleiben, um die Entstehung von Streu, Moder- und Rohhumushorizonten und von Totholz zu fördern. Teilweise ist Letzteres auch problematisch, da dies zu einer Eutrophierung führen kann oder dornige Gehölze die Hufe von Weidetieren verletzten können.

### Neuanlage durch Benjeshecken

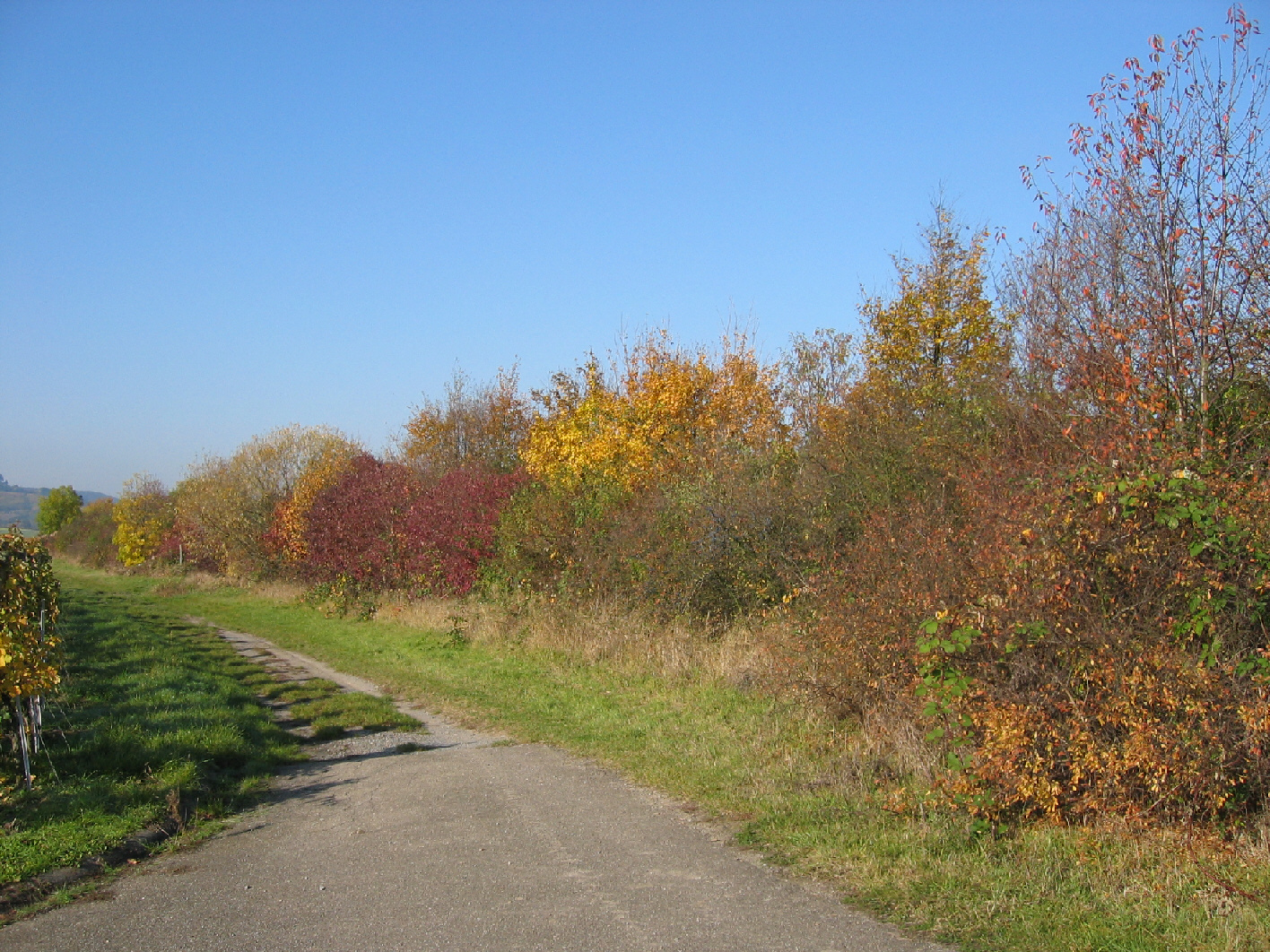
Benjeshecke bei Öhringen

Zur Neuanlage von Hecken werden seit Beginn der 1990er-Jahre besonders so genannte Benjeshecken propagiert. Das Prinzip der Benjeshecken besteht darin, Hecken nicht durch Neuanpflanzungen, sondern durch den Sameneintrag von Vögeln aufzubauen. Dazu wird Gehölzschnitt streifenförmig abgelegt und nach einem meist brennnesselreichen Krautstadium setzt eine Verbuschung ein. Der Vorteil besteht darin, dass diese Form der Anlage kostengünstig ist und heimisches Saatgut durch Vögel eingebracht wird. Nachteilig ist, dass sich besonders Sträucher aus ausschlagfähigem Gehölzverschnitt wie etwa Brombeeren durchsetzen. Während auf diese Weise ein positiver Einfluss auf Vogelwelt, Kleinsäuger und Insekten erzielt werden kann, ist die Benjeshecke für den botanischen Artenschutz eher bedeutungslos. Als sinnvoller hat es sich erwiesen, Benjeshecken durch Gehölzanpflanzungen zu ergänzen.

## Gefährdung der Hecken

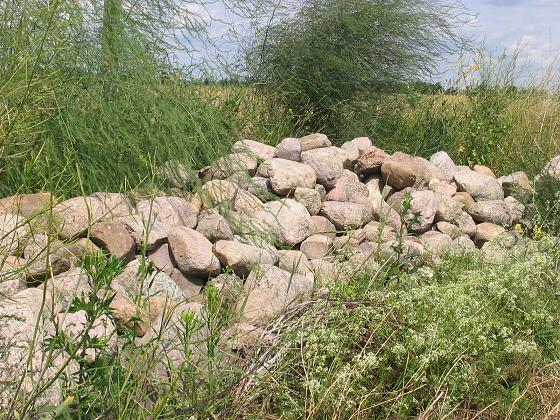
Lesesteinhaufen und Hecke, Naturlehrpfad Netzen, Brandenburg

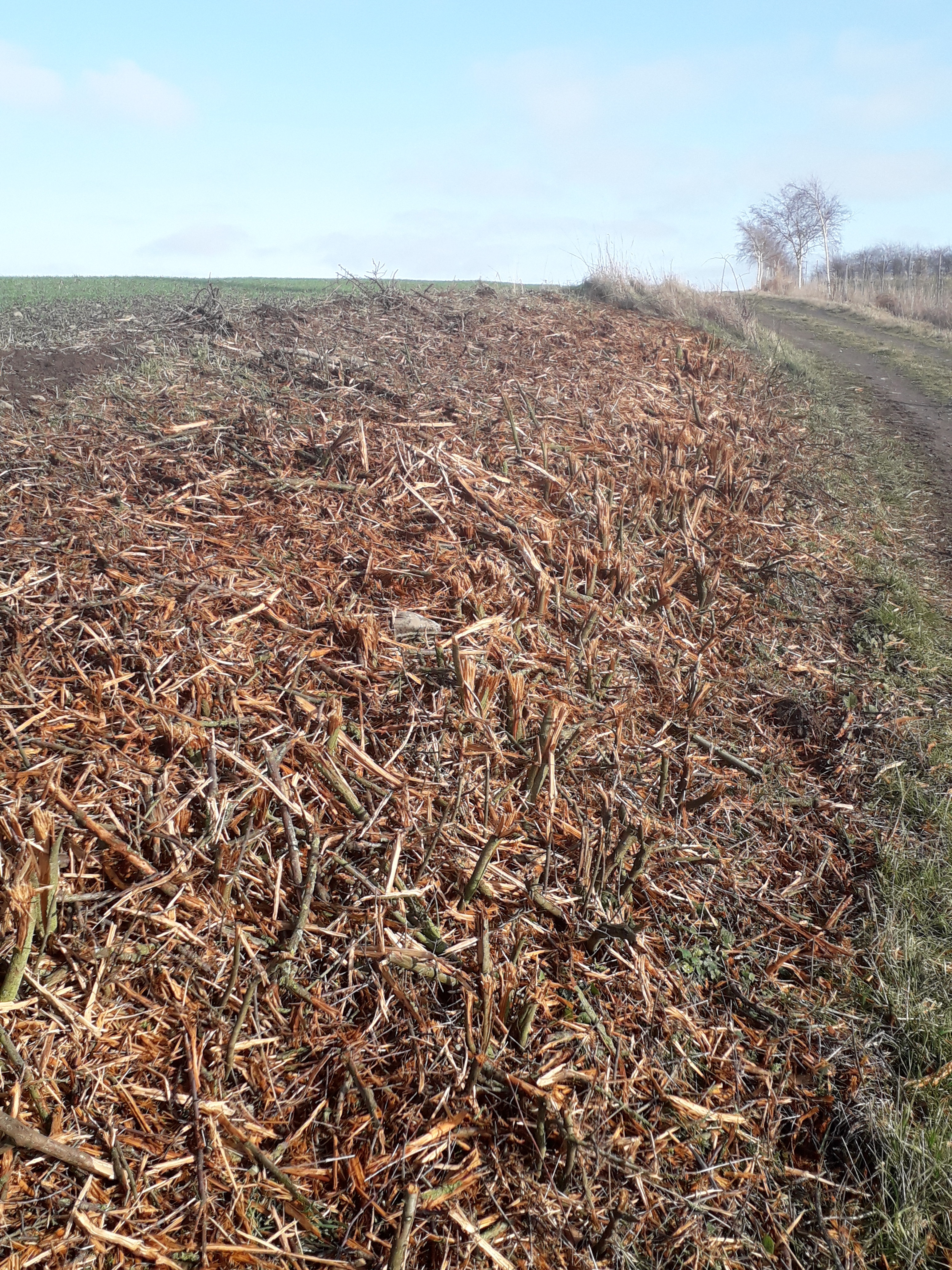
Durch Mulcher zerstörte Hecke

Gefährdet waren und sind Hecken in unserer Kulturlandschaft durch diverse Ursachen. Zwar gingen auch an ihnen die Folgen des Wald- und Baumsterbens durch Immission von Luftschadstoffen und die Nivellierung der Standortfaktoren durch Nährstoffeintrag des Regens (Stickstoff) nicht spurlos vorüber; direkter und massiver wirkten sich aber in den letzten Jahrzehnten vor allem Nutzungsintensivierungen und Nutzungsänderungen auf den Heckenbestand aus. Besonders zerstörerisch wirkte sich dabei die Intensivierung der Landwirtschaft mit zunehmendem Biozideinsatz, Nährstoffeintrag (Eutrophierung) und Landnahme aus, auch in Gestalt der Flurbereinigung. Aber auch Nutzungsänderungen, zum Beispiel die Umwidmung landwirtschaftlicher Flächen in Bauland und der Neubau oder die Verbreiterung von Straßen und Wegen mit zunehmenden optischen und akustischen Reizen durch den Straßenverkehr sowie die Wiedernutzung und Intensivierung der Nutzung brachgefallener Flächen vor allem in Siedlungsbereichen in Ostdeutschland sind bedeutende Ursachen für ihre Gefährdung.
Weitere Gefährdungsfaktoren, unter deren Einwirkung eine Heckenstruktur langsamer, aber nicht minder wirkungsvoll zugrunde geht, tragen zur Verminderung des Heckenbestandes bei. Es sind dies in besonderem Maße mangelnde oder falsche Pflegemaßnahmen (Ordnungsbedürfnis, Verkehrssicherungspflicht), Sommermahd, die Entfernung von Totholz, eine Beweidung bis an die Gehölze, wodurch Verbissschäden entstehen und die Nutzung der umliegenden Äcker bis dicht an die Hecken, wodurch der Wildkrautstreifen wegfällt, der mindestens vier Meter breit sein sollte. Als Folge daraus kommen die Hecken auch in direkten Kontakt mit verdrifteten Bioziden und Düngemitteln.
Aus all diesen negativen Einflüssen heraus sind die Angaben über verloren gegangene Heckenbestände nicht mehr verwunderlich. Für Schleswig-Holstein wurde im Zeitraum 1950 bis 1979 eine Verminderung der Gesamtheckenlänge von 75.000 auf 50.000 Kilometer berichtet, in Nordrhein-Westfalen für ein Messtischblatt (Buldern) Vernichtungsraten von 6,6 Kilometer pro Jahr zwischen 1953 und 1964 angegeben. Zu Zeiten intensiver Flurbereinigungsverfahren in den Jahren 1964 bis 1972 stieg die Rate dort auf 9,2 Kilometer Wallhecke pro Jahr.
Nicht gerechnet ist bei all diesen Berechnungen und Angaben die Vernichtung auch der vielen angeschlossenen Kleinstrukturen und Ausprägungsmerkmale einer Hecke, welche ihre ökologische Wirkung aufwerten. Dazu zählen unter anderem:
- die vertikale Ausprägung der betreffenden Hecke (Vielfalt in der Höhenstruktur unter besonderem Schwergewicht auf die niedrigen, aber dichten Abschnitte)
- die horizontale Ausprägung (Heckenbreite, Verzweigungen etc.)
- die Heckenlänge und die Dichte des Heckennetzes (dies findet zum Teil in den Vernichtungsangaben Ausdruck).
- wichtige Zusatzstrukturen wie artenreiches Grünland, alte Baumstümpfe, Steinhaufen oder auch Tümpel oder andere Kleingewässer.

Nicht direkt sichtbar fand über viele Jahrzehnte zumindest fallweise eine Beeinträchtigung auf Ebene der genetischen Ausstattung der Gehölze einer Hecke statt, wenn Gehölze aus nicht-heimischen Herkünften direkt in die Umgebung bestehender Hecken eingebracht wurden oder indirekt in bestehende Hecken einwanderten. Die mögliche Beeinträchtigung gebietstypischer Gehölzpopulationen ist von außen kaum sichtbar, wissenschaftlich aber bereits an verschiedenen Fällen nachgewiesen. Gemeinhin sind Neupflanzungen auch offensichtlich schlecht durchgeführt, wenn z. B. nicht-standortstypische Arten gepflanzt werden oder der natürlichen Ausbreitung von Gehölzen durch rasche und zu dichte Bepflanzungen Besiedlungsraum genommen wird.

## Hecken im Garten
Im Garten- und Landschaftsbau sind geschnittene Hecken ein traditionelles und sehr altes Gestaltungselement. Sie werden bereits bei den Ägyptern und in der Antike erwähnt. Besonders im Barock und in englischen Landschaftsparks wurde die Hecke als Abgrenzung der Boskette oder als kleinwüchsiges Ornament angelegt. Im Garten verwendet man eine Vielzahl heimischer und nicht heimischer Gehölze für diese sehr künstlichen Pflanzungen, die meist mehrmals im Jahr geschnitten werden müssen.

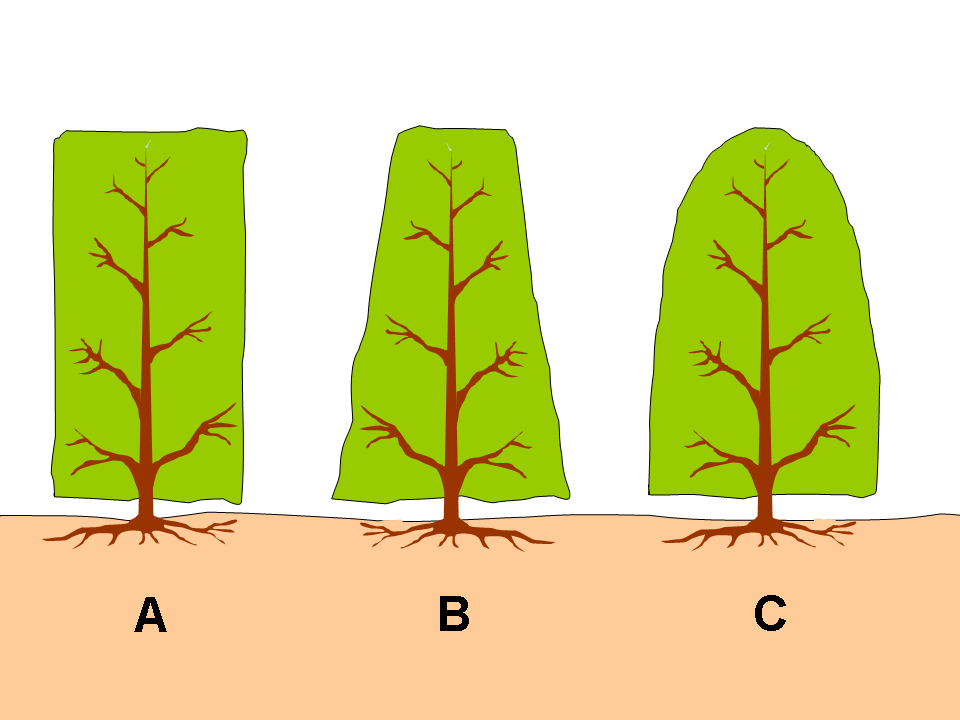
Die drei Grundformen des Heckenschnitts: A) rechteckig, B) trapezförmig, C) eiförmig

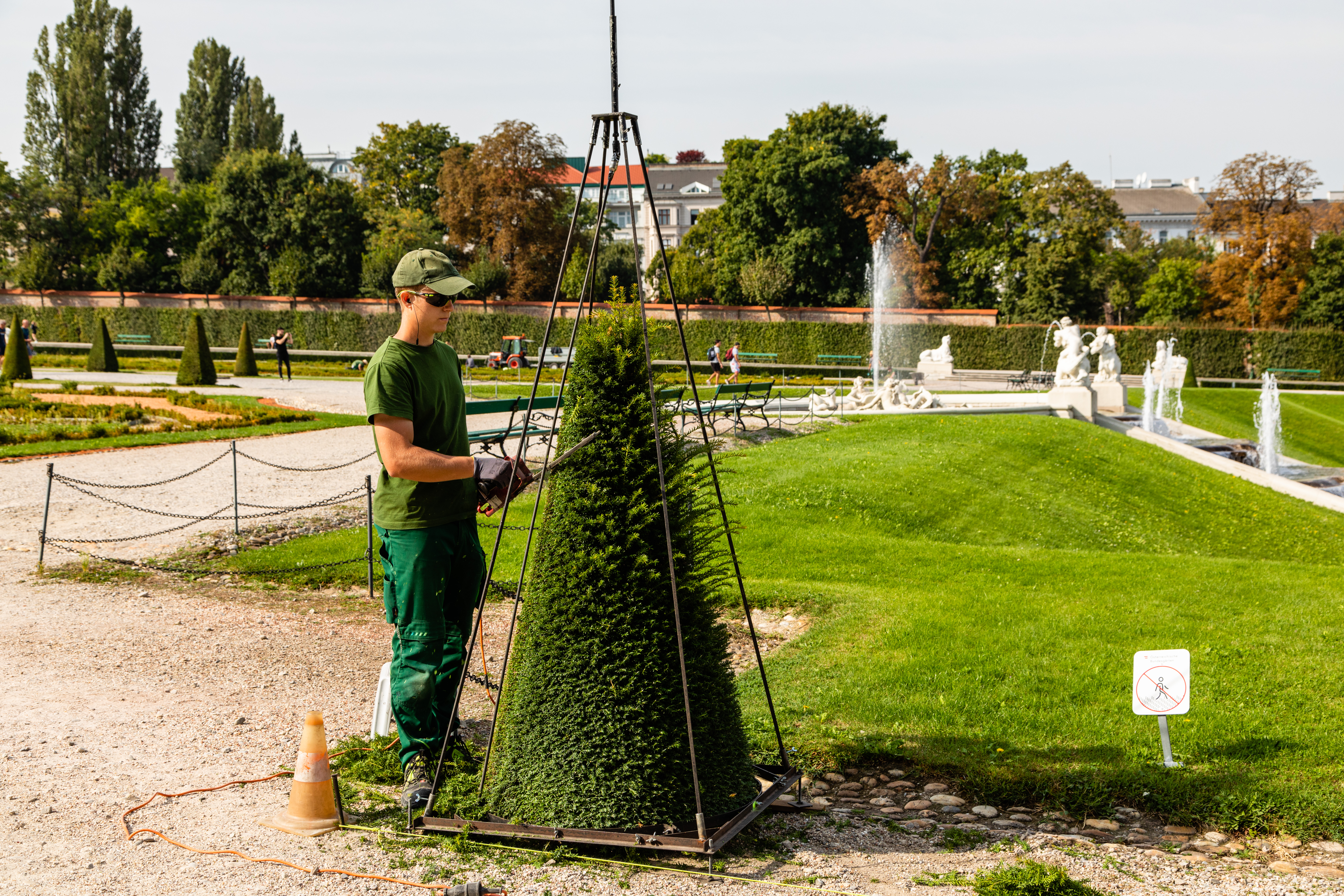
Heckenschnitt im Wiener Schloss Belvedere

Es gibt drei Grundformen des Heckenschnitts (im Querschnitt der Hecke): der rechteckige, der trapezförmige und der ovale beziehungsweise eiförmige Schnitt. Der rechteckige Schnitt kommt häufig vor, weil er am einfachsten durchzuführen ist, hat jedoch den Nachteil, dass die Hecke in Bodennähe wegen Lichtmangels zum Verkahlen neigt, besonders natürlich bei lichthungrigen Pflanzen und hohen Hecken. Die beiden anderen Schnittformen entsprechen der Lehre, ermöglichen eine bessere Belichtung der unteren Blätter und ergeben einen dichteren Heckenwuchs.
Typische in Mitteleuropa heimische Pflanzen für die Gartenhecke sind: Hainbuche, Rotbuche, Eibe, Kornelkirsche, Liguster, Weißdorn, Berberitze etc. Es werden aber auch häufig nicht heimische Nadelgehölze wie der Lebensbaum verwendet. Während diese Hecken noch Nährgehölze für Tiere sein können, haben Lebensbaum- und Buchsbaum-Hecken mit den freiwachsenden Hecken in der Landschaft keine Gemeinsamkeiten.
Das sachgerechte Anlegen von Hecken war schon Lehrbestandteil der ersten deutschen praxisorientierten Realschule, die von dem Theologen Johann Julius Hecker 1747 in Berlin gegründet wurde. Hecker ließ einen Schulgarten anlegen, der den Heckerschen Realschüler, den Schriftsteller und Verleger Friedrich Nicolai, in seiner Erinnerung noch Jahrzehnte später begeisterte. Die volkswirtschaftliche Zeitung Leipziger Sammlungen berichtete 1750, man habe ganz besondere Anstalt zum lebendigen Unterricht in Plantagen-Sachen gemacht. Denn man hat ein Stück Acker gegen Erbpacht acquiriret, und läßt der Jugend in Recreationsstunden in der That selbst zeigen, was bey dem Anlegen von Hecken, dem Säen, Pflanzen, Pfropfen, Oculieren etc. … in Acht zu nehmen.
Eine alte Sonderform von Heckenanlagen sind begehbare Labyrinthe, die in Deutschland als Irrgärten bezeichnet werden.
Bei der Anpflanzung von Hecken am Nachbargrundstück sind Abstände, die in den jeweiligen landesrechtlichen Nachbarrechtsgesetzen geregelt sind, zu beachten.
Die juristische Definition einer Hecke im Garten weicht vom üblichen Sprachgebrauch manchmal ab. Nach einem Urteil des OLG Karlsruhe kann auch eine Bambuspflanzung eine Hecke, im Sinne des Nachbarrechts, sein. Nach der Definition im baden-württembergischen Nachbarrecht gilt: „Unter einer Hecke versteht man eine Gruppe gleichartig wachsender Gehölze, die in langer und schmaler Erstreckung in einer Linie aneinandergereiht sind. Wesentlich ist dabei die Geschlossenheit der Pflanzenkörper unter sich, der Verbund zu einer wandartigen Formation. Dabei genügt es, wenn der Dichtschluss erst im Laufe der Zeit aufgrund der artgemäßen Ausdehnung der Pflanzen erreicht wird.“